# Roger David Servais

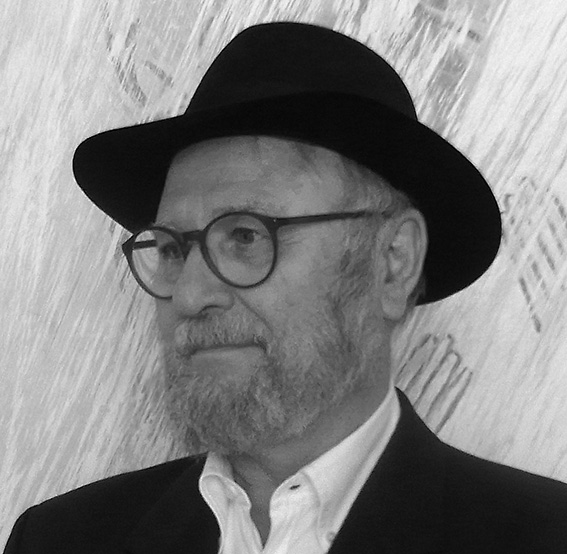
Roger David Servais, 2015, Foto: Toska Servais

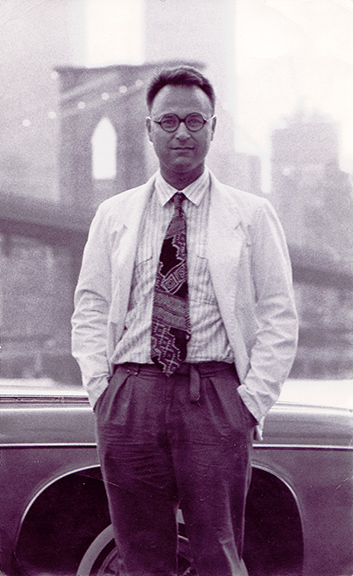
Roger David Servais in New York, 1984 © Roger David Servais

Roger David Servais (* 1942  in Lüttich, Belgien) ist ein belgischer Maler, Zeichner, Bildhauer und Designer.

## Leben
Aufgewachsen in Lüttich, Brüssel und Berlin nahm er 1961 an der Hochschule der Künste in Berlin (West) ein Studium der Malerei und des Designs auf. An der Hochschule der Künste West-Berlins setzte Roger David Servais 1974 sein 1963 zwangsweise unterbrochenes Kunststudium und das Studium der Psychologie fort. Sein wichtigster Lehrer wurde der Bauhaus-Schüler Otto Hofmann. 1979 fand er Aufnahme in den Deutschen Künstlerbund. 
In den 1980er Jahren arbeitete Roger David Servais jeweils längere Zeit in Belgien, Frankreich, Israel, New York, Schweden und Italien. Ab 1990 engagierte er sich gemeinsam mit der Malerin und Bürgerrechtlerin Bärbel Bohley für die Aufklärung über die Unterdrückung und Instrumentalisierung der Kunst in der DDR. Beide initiierten die von Klaus Schröder und Hannelore Offner herausgegebene, 2000 beim Berliner Akademieverlag erschienene Publikation: „Eingegrenzt – Ausgegrenzt: Bildende Kunst und Parteiherrschaft in der DDR 1961-1989.“ 
Nach dem Tod seiner ersten Frau heiratete er 1998 Tosca Schmalenberg. Roger David Servais ist Mitglied im Deutschen Künstlerbund. Er lebt und arbeitet in Berlin und in Südfrankreich.

## Werk
Roger David Servais gilt als „europäischer Nonkonformist“. Er ist ein figurativer Künstler, Maler, Zeichner, Bildhauer und Designer, der in seiner Arbeit durchaus gegensätzliche künstlerische Verfahrensweisen vereint – geometrische Abstraktion ebenso wie Aussageweisen des Symbolismus und Surrealismus. Seine Gemälde und Zeichnungen enthalten komplexe religiöse, historische, autobiographische oder gesellschaftliche Aussagen, die indirekt, subtil und teils verschlüsselt vermittelt werden. Eine besondere Rolle spielen einzelne Buchstaben, die Zusammenhänge eher andeuten als deutlich bezeichnen; auch die Farben sind in die Bildaussage einbezogen. Von großer Bedeutung ist das Verhältnis von Form und Fläche.

## Bilder (Auswahl)

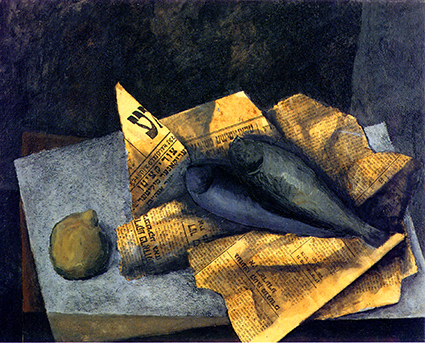
Stillleben mit Fischen, 65 cm × 50 cm, Öl, Collage, Hartfaser, 1965
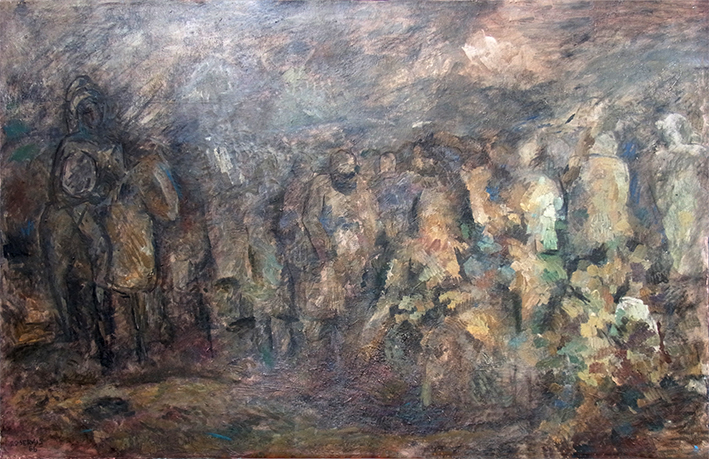
Churban, 120 cm × 76 cm, Öl, Leinwand, 1966
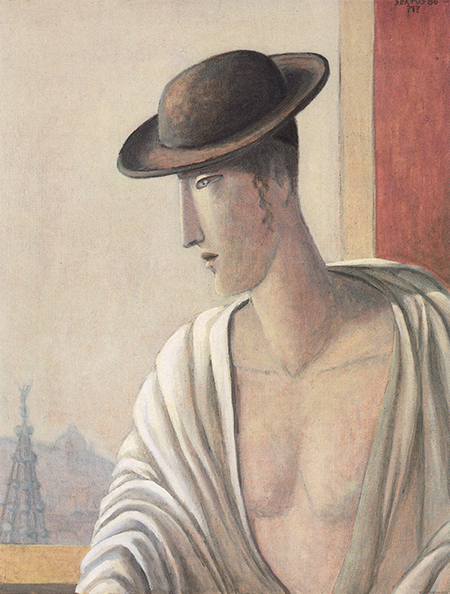
Selbstbildnis in Brüssel, 60 cm × 70 cm, Öl, Leinwand, 1986
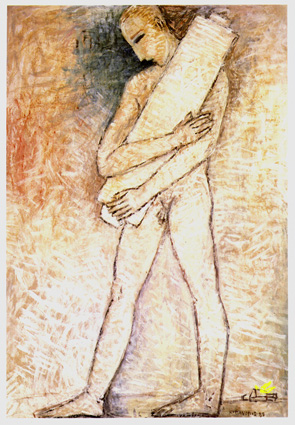
Flüchtling, 135 cm × 180 cm, Acryl, Karton, 1991
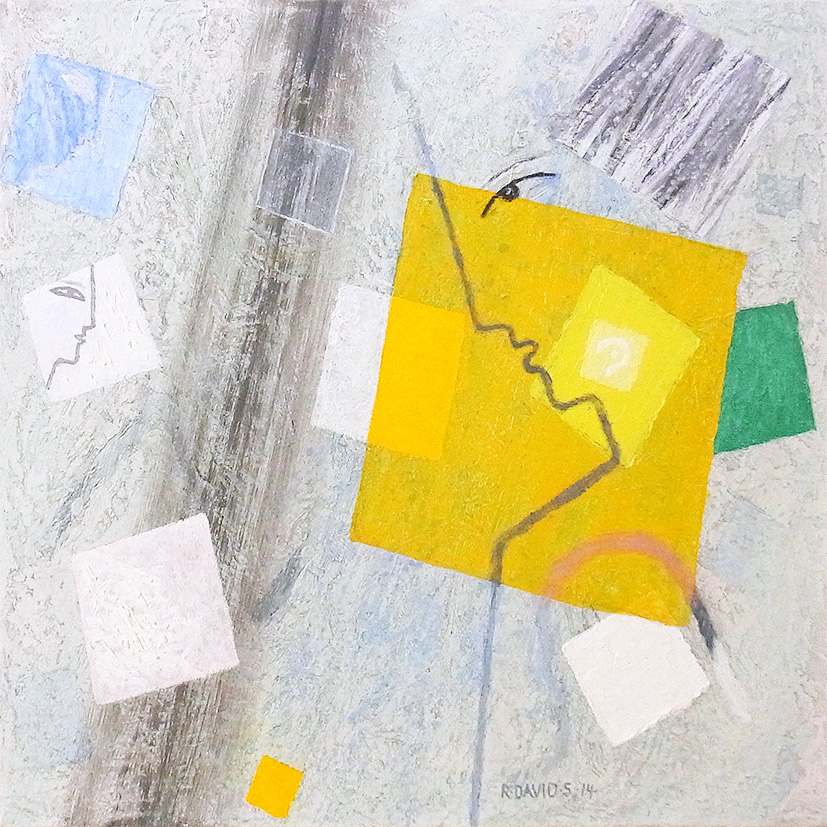
Beth, 70 cm × 70 cm, Öl, Leinwand, 2014
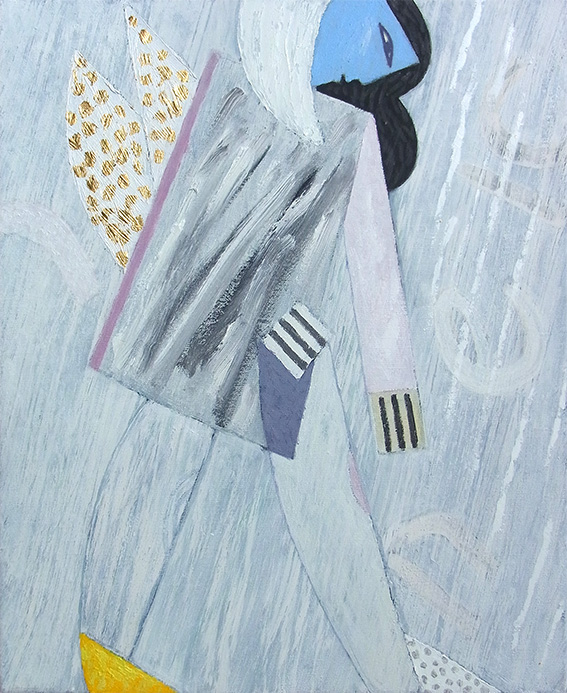
Kleiner Engel, 50 cm × 60 cm, Öl, Leinwand, 2015
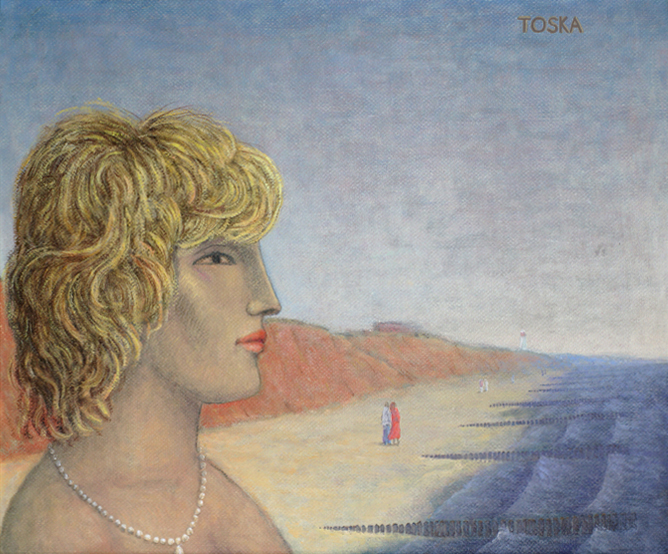
Toska, 50 cm × 60 cm, Öl, Leinwand, 2005
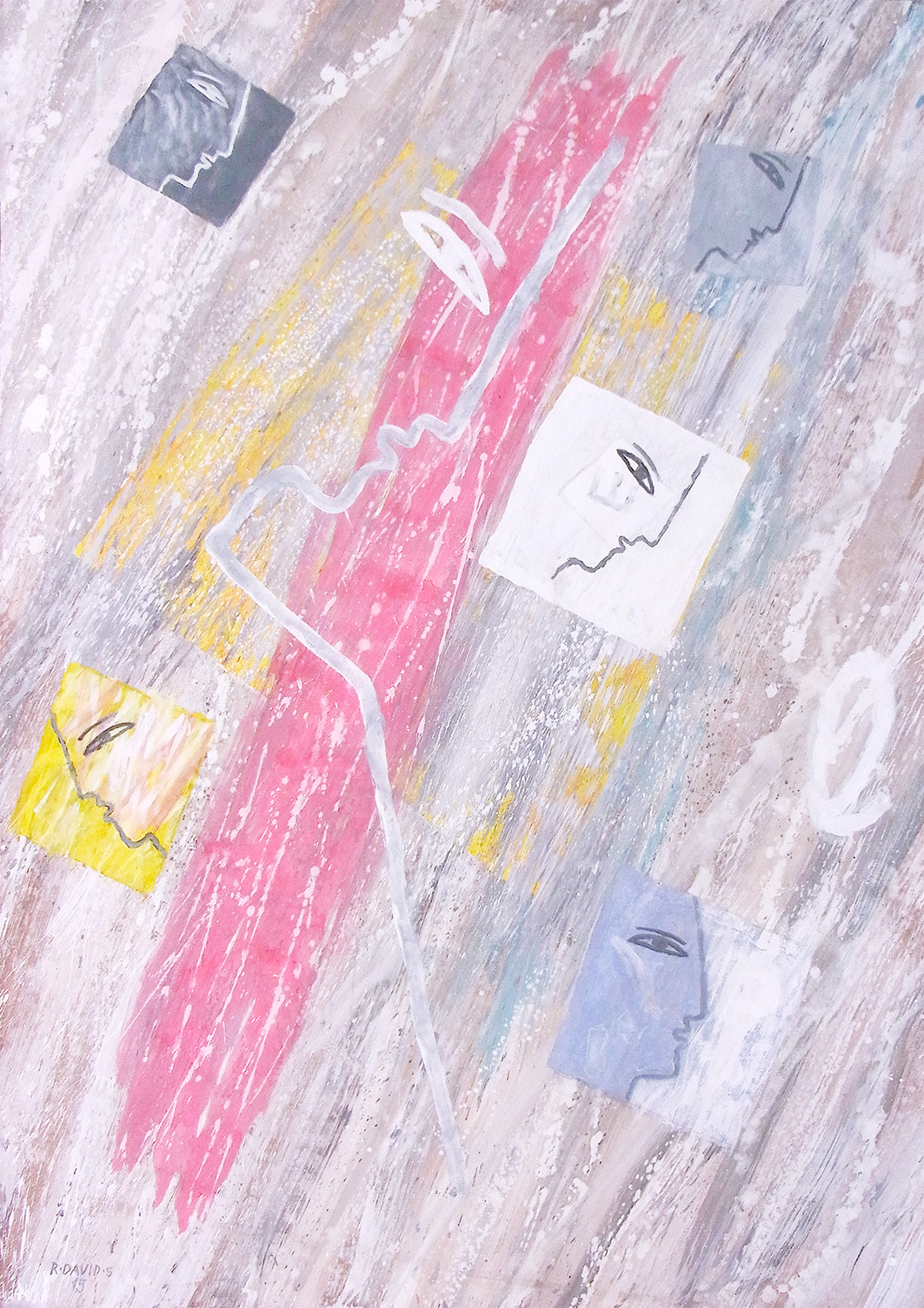
3 Töchter, 86 cm × 120 cm, Acryl, Papier, 2015
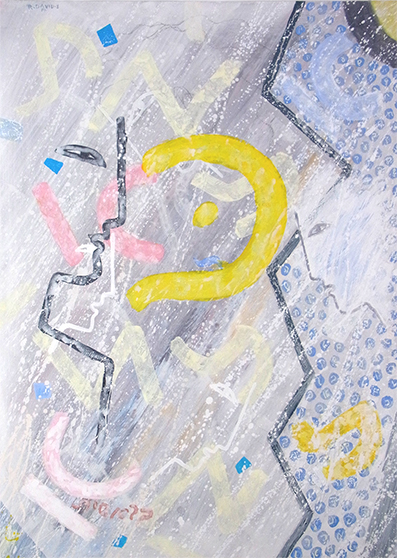
Bereshit, 86 cm × 120 cm, Acryl, Papier, 2015
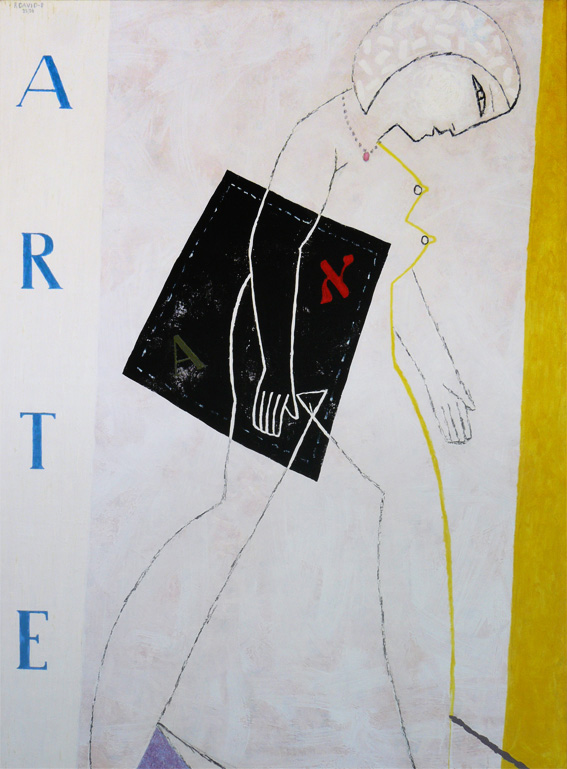
Arte, 135 cm × 180 cm, Öl, Leinwand, 1990
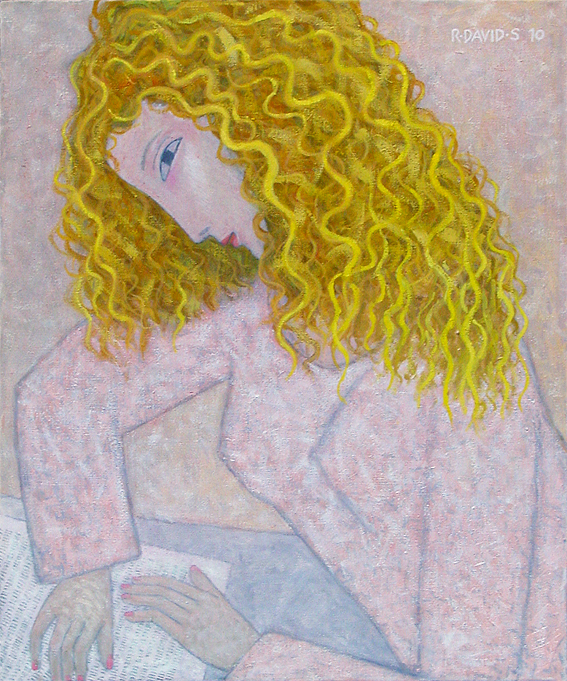
PIA, 50 cm × 60 cm, Öl, Leinwand, 2010
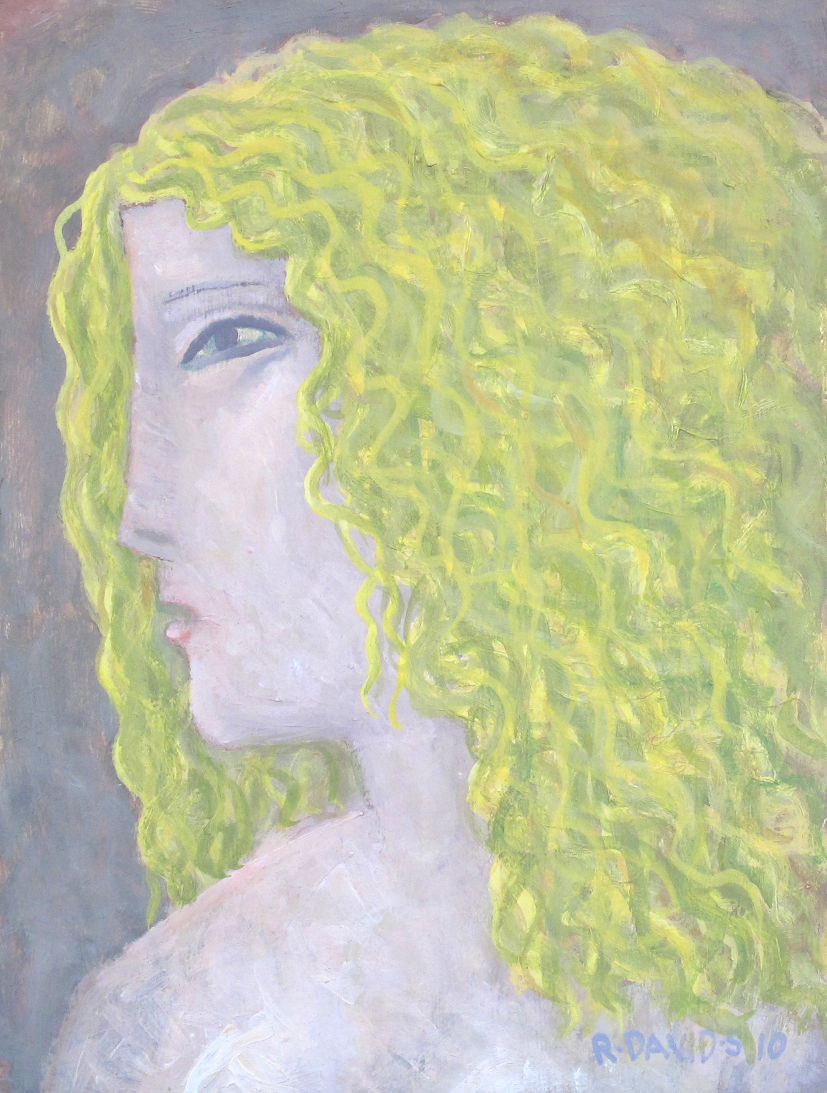
Pia, 23 cm × 30 cm, Öl, Karton, 2010
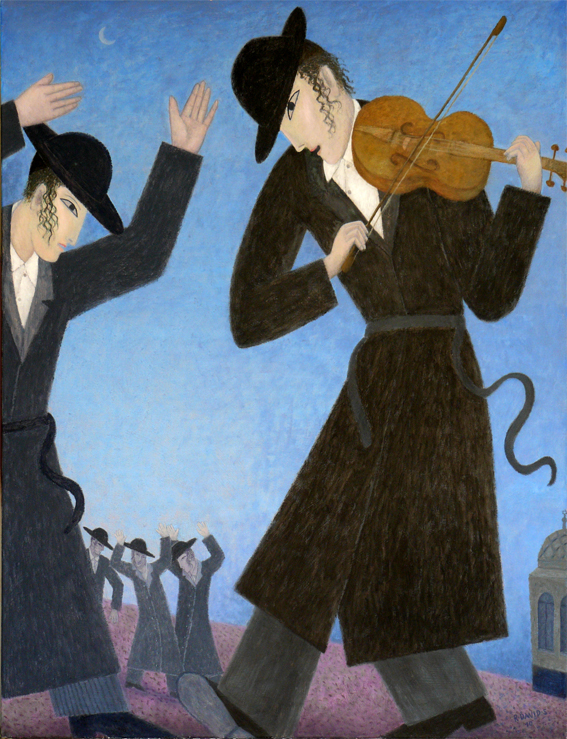
Chassidim, 100 cm × 130 cm, Öl, Leinwand, 2010
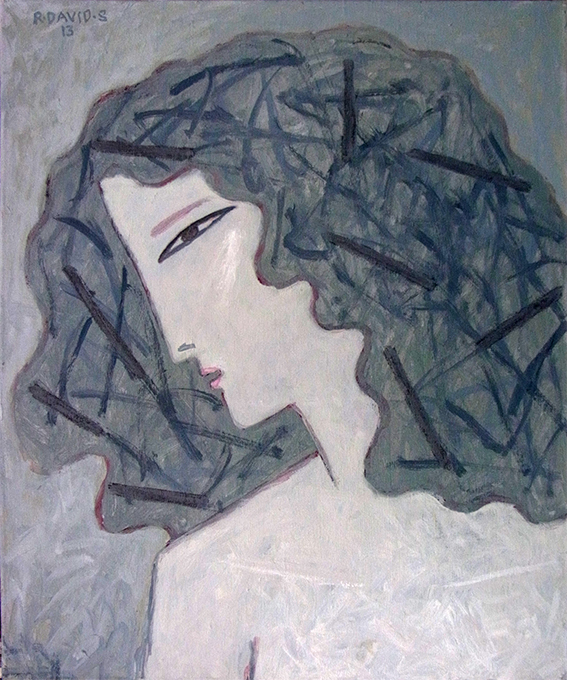
La Nice, 50 cm × 60 cm, Öl, Leinwand, 2013
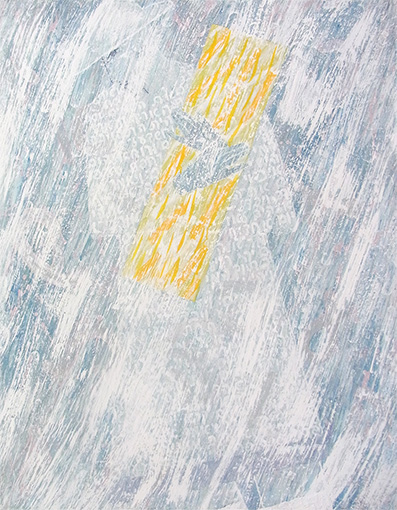
Im Licht G-ttes, 100 cm × 130 cm, Öl, Leinwand, 2010
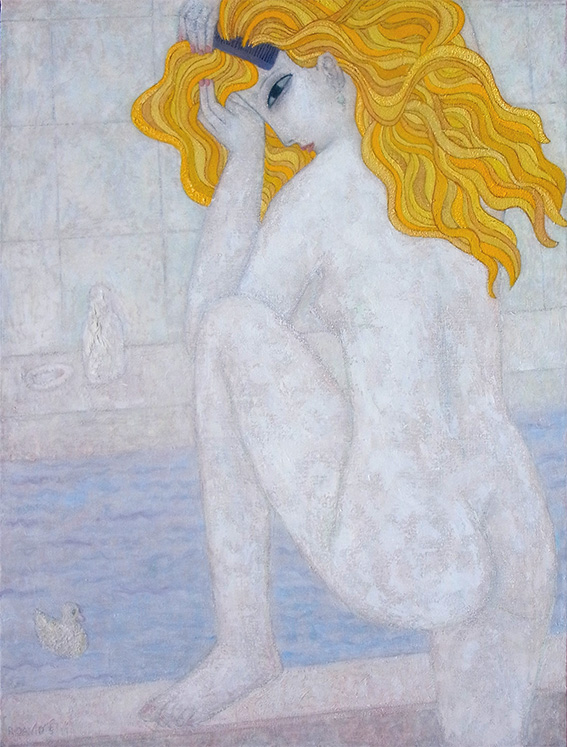
Im Bad, 50 cm × 60 cm, Öl, Leinwand, 2012
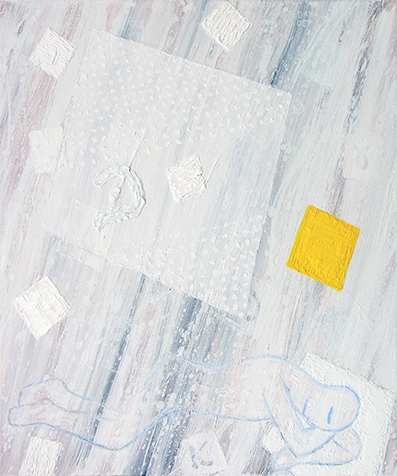
Der Traum, 50 cm × 60 cm, Öl, Leinwand, 2014
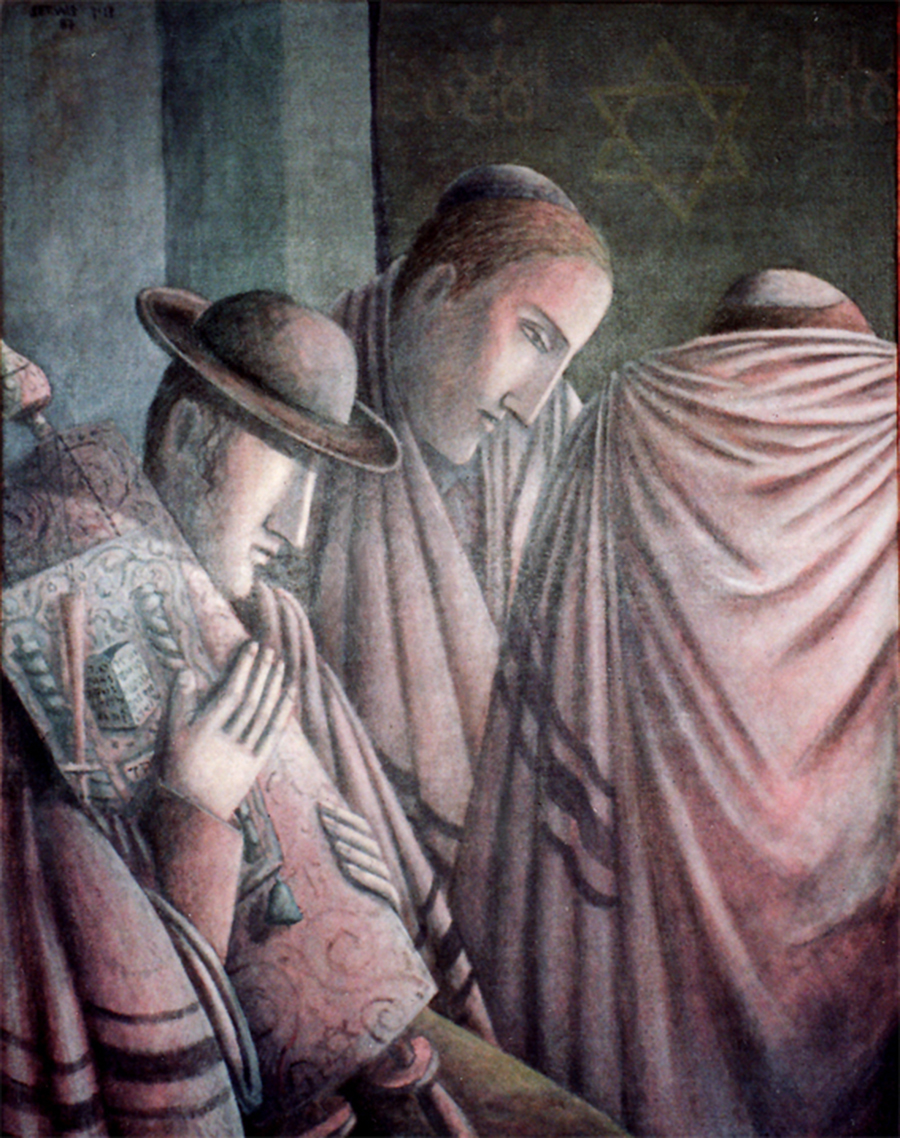
Thora-Lesung, 80 cm × 100 cm, Öl, Leinwand, 1985

## Ausstellungen (Auswahl)
- 1979–1984: Künstlerbund-Ausstellung, Große Kunstausstellung, München
- 1981: Neue Darmstädter Secession, Darmstadt
- 1983: ADAC-Ausstellung, München
- 1984: Galerie Slominsky, Mülheim an der Ruhr
- 1985: Kunsthaus Hamburg
- 1985: Kunstverein Stuttgart
- 1986: Galerie Jacob, Oldenburg
- 1986: Neue Gruppe München
- 1987: Kunstpreis der Stadt Kirchheim
- 1987: Galerie Lietzow, Berlin
- 1990: Künstlerbundausstellung Berlin
- 1991: Goethe-Institut, Brüssel
- 1991: Galerie Niepel, Düsseldorf
- 1992: Usedomer Kunstverein, Galerie Pankow
- 1994: Künstlerbundausstellung, Galerie Niepel, Düsseldorf
- 1995: Galerie auf Zeit, Berlin
- 1999: Jüdische Visionen in Berlin
- 2004: Berliner Bank, Berlin
- 2005: Galerie Thomas Günther, Berlin
- 2009: Kunstpavillon Heringsdorf
- 2012: Schaffens(t)räume: Atelierbilder und Künstlermythen in der DDR, Gera
- 2016: Roger David Servais: Kommunale Galerie Pankow, Berlin
- 2016: Ende vom Lied: Künstlerhaus Bethanien, Berlin
- 2021: Stadtschloss in Gera

## Museen und öffentliche Sammlungen
- Berlin, Nationalgalerie
- Berlin, Kupferstichkabinett
- Berlin, Jüdisches Museum
- Brüssel, Musée d‘ Art Moderne
- Brüssel, Joods Museum van Belgie
- Brüssel, Bibliothèque Royale de Belgique
- Dresden, Staatliche Kunstsammlungen, Kupferstichkabinett
- Köln, Kunstsammlung des Westdeutschen Rundfunks
- München, Kunstsammlung des ADAC
- Princeton, Princeton University

## Illustrationen und Graphikeditionen
- Lászlo Bóka: Graf Dénes: Roman. Linolschnitte von Roger Servais, Berlin: Verlag Volk und Welt, 1969.
- Teweleit, Horst Lothar (Hg.): Taufiq al-Hakim: Von Wundern und heller Verwunderung und von denen, die es mit Himmel und Hölle halten, mit Illustrationen von Roger Servais, Berlin: Rütten & Loening 1970.
- Gerd Henniger: Spiegel im Spiegel. Szenen einer Kindheit. Sechs Radierungen von Roger David Servais, Berlin: Edition Mariannenpresse, 1995, ISBN 3-922510-80-9.
- Schollak, Sigmar, Roger Servais (Illustrationen): Tätowierungen: Aphorismen und Epigramme. eingeleitet von Günter Kunert, Berlin: Weidler, 1987, ISBN 3896931024.
- Tarlatt, Ulrich (Hg.): Die Farbe Schwarz. Halle: Edition Augenweide, 1999.
- Thomas Günther (Hg.): Günter Kunert (Texte), Roger David Servais (Illustrationen): Vertrieben aus Eden. Berlin, Edition Galerie auf Zeit, 2002.
- Henryk  Bereska: Burgschreiber zu Beeskow: Märkische Streifbilder. Berlin: Aphaia Verlag, 2003, ISBN 3926677406.
- Roger David Servais: Erinnerungen an Robert Rehfeldt. in: Lutz Wohlrab (Hg.): Robert Rehfeldt: Kunst im Kontakt, Berlin: Wohlrab, 2009, S. 27, ISBN 9783981429602.

## Ausstellungskataloge
- Christine Gaspar: Een knipoog naar de Anekdote, in: Regenberg, Anton, Claudia Hahn-Raabe, Christine Gaspar, Roswitha Meulemann (Hg): Berlin-Brüssel 1984 Tag für Tag: Ein Rückblick,
- Kat. Ausst. Brüssel: Goethe-Institut, 1984, S. 118
- Konfrontationen 1,2,3.  Kat. Ausst. Hamburg,  Kunsthaus Hamburg, 1985
- Roger David Servais: Bilder, Gouachen, Zeichnungen 1967–1987, Berlin, Galerie Lietzow, 1987
- Roger David Servais: Neue Bilder und Zeichnungen, Kat. Ausst. Oldenburg, Galerie Brigitta Jacob, 1985
- Der Deutsche Künstlerbund in Berlin 1990: 38. Jahresausstellung, Kat. Ausst. Berlin, 1990
- Roger David Servais, Annette Krohn: Roger David Servais, Bilder und Gouachen, Berlin, Kulturamt Pankow, 1992
- Berlin, Meshulash (Hg.): DAVKA: Jüdische Visionen in Berlin, Kat. Ausst. Berlin, 1999
- Lutz Wohlrab (Hg.): Robert Rehfeldt: Kunst im Kontakt, Berlin: Wohlrab, 2009
- Schaffens(t)räume: Atelierbilder und Künstlermythen in der ostdeutschen Kunst, Kat. Ausst. Gera, Kunstsammlung Gera in der Neuen Orangerie, 2012/2013, S. 102
- Roger David Servais: Ein Maler im Niemandsland zwischen Ost und Westberlin, Kommunale Galerie Pankow, Kat. Ausst. Berlin, 2016